# HMS Orion (1854)
HMS Orion byla britská válečná loď. Jednalo se o plachetní dvojpalubník vybavený pomocným parním strojem a šroubem.

## Dělostřelecká výzbroj
Tento dvojpalubník nesl celkem 91 děl na dvou dělových palubách a horní nekryté palubě. Jednalo se o děla třech ráží – jedno 68liberní, 56 32liberních děl a 34 osmipalcových kanónů.
| Paluba         | 68liberní | 32liberní | 8palcová |
| -------------- | --------- | --------- | -------- |
| Dolní paluba   | –         | –         | 34 ks    |
| Hlavní paluba  | –         | 34 ks     | –        |
| Nekrytá paluba | 1 ks      | 22 ks     | –        |